# 닛신 치킨 라멘
닛신 치킨 라멘(일본어: 日清 チキンラーメン)은 일본 굴지의 식료품 회사인 닛신식품에서 제조하는 즉석 라면으로, 세계 최초로 상업화에 성공한 인스턴트 라면으로 기록되고 있다.
치킨 라멘의 치킨은 "닭"을 뜻하는 영어 "치킨(chicken)"이나, 본 제품의 로마자 표기는 일본어 "チキン"을 그대로 로마자로 옮긴 "chikin"으로 표기하고 있다.

## 역사

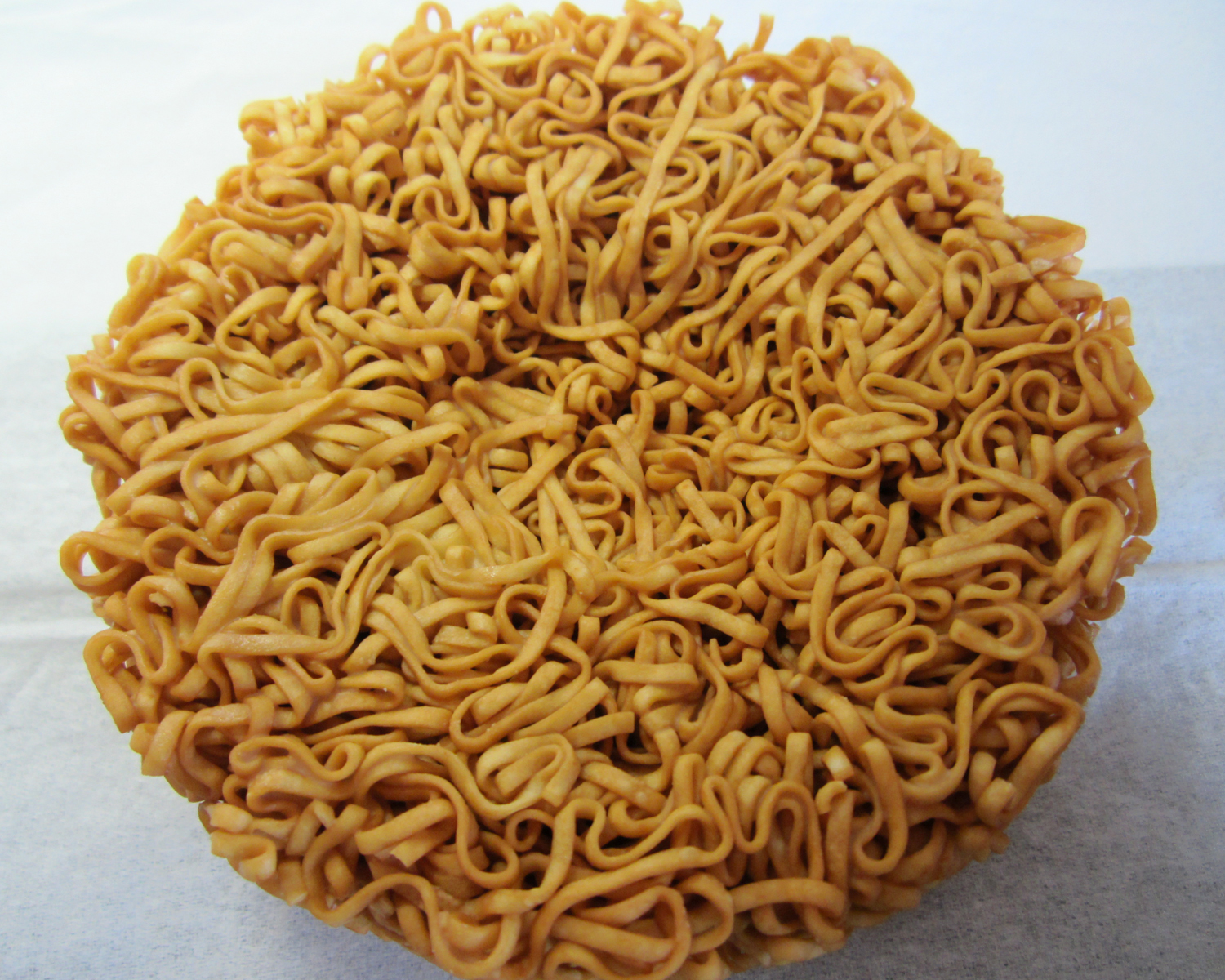
조리전의 치킨 라멘. 면에 양념이 배여있는 형태이다.

치킨 라멘은 닛신 식품의 창업자인 안도 모모후쿠가 종전 직후 오사카의 우메다에서 라멘을 먹기 위해 포장 마차에 줄을 선 모습을 보고 "간편하게 라멘을 먹을순 없을까?"라는 고심 끝에, 인스턴트 라멘 개발을 시작하였다.
안도는 오사카부 이케다시의 자택 부지에 지은 오두막에서 개발을 몰두해왔으며, 여러 시행 착오 끝에 어느 날 아내가 만들던 덴푸라 튀김을 보고 반조리된 면을 기름에 튀겨 기름의 열로 말리는 "순간유열건조법(ja:瞬間油熱乾燥法)"을 생각해내었다.
그리고 1958년 8월 25일에 최초의 치킨 라멘이 시판되었고, 한큐 백화점 우메다 본점에서 시식 판매를 하였다.
초기의 치킨 라멘 봉지는 투명한 부분이 넓어 내용물을 쉽게 볼 수 있으나 1967년에는 직사광선에 의한 품질 저하를 최소화하기 위해 봉지의 투명한 부분을 줄였다.
2003년에는 면의 중앙부분에 홈을 넣어 달걀을 올려넣기 쉽도록 개량하였다. 이를 '타마고포켓(たまごポケット)'이라고 부르고 있다.
2008년에는 치킨 라멘 탄생 50주년을 맞이하였으며, 그 해 3월부터 닛신 식품의 해외 법인에서 제조를 개시하였다. 주요 생산처로는 미국, 브라질, 헝가리, 인도, 인도네시아, 중화인민공화국, 홍콩 등지에 생산 및 시판을 하고 있다. 그 해 5월에는 면 중앙의 홈을 2단 구조로 하여 달걀 흰자와 노른자를 구분하는 'W타마고포켓(Wたまごポケット)'형태로 시판을 시작하였다.
반면, 한국의 경우 해당 제조사인 닛신식품과의 제휴 중인 거래처였던 빙그레에서 시판하지 않았기 때문에 한국에서는 따로 선보이지 않았다.

## 특징

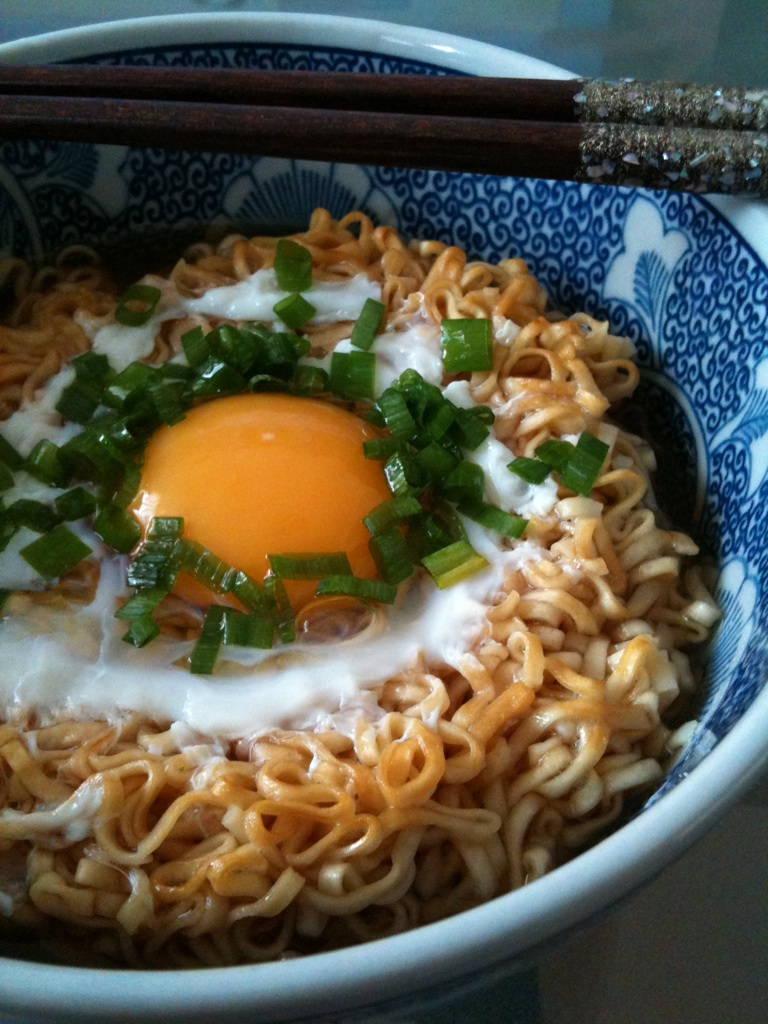
달걀과 파를 곁들여 조리한 치킨 라멘

봉지로 판매되는 인스턴트 라멘이나, 조리 방법이 컵라면처럼 용기에 면을 담아 뜨거운 물을 부은 후 덮어서 별도의 가열 없이 조리한다는 점이 다른 봉지 라멘과 다른 점이다.
치킨 라면은 현재의 스프 별첨 라면과는 달리 초창기의 인스턴트 라면이 가지는 방식을 유지하고 있다. 치킨 라면은 면 자체에 닭고기 베이스의 맛 국물(아지쓰케 스프,일본어: 味付けスープ)가 배여 있어서 물에 끓으면 국물이 우러나오는 방식으로 되어 있다. 그래서 다른 라면과 달리 별도의 분말 스프 및 건더기 스프가 없다.
조리법은 봉지에서 꺼낸 면을 그릇에 넣고 뜨거운 물을 부은 후 덮어서 3분 동안 기다린 후 먹는다. 냄비의 끓는 물에 직접 넣어 1분 동안 끓인 후 먹을 수도 있다.
다른 재료와 곁들이는 대표적인 방법으로 면의 파여진 홈을 위로 하여 그릇에 넣고, 위에 달걀을 깨서 넣고 다진 파를 넣어 조리하는 방법이다. 이 조리예는 봉지의 패키지 사진에 인쇄되어 있다.
이케다시의 인스턴트 라멘 발명기념관에서는 치킨 라멘 제조를 직접 체험해 볼 수 있는 '치킨 라멘 팩토리(チキンラーメンファクトリー)'가 마련되어 있다. 공식 웹사이트에서 별도의 예약을 한 후에 체험할 수 있다.

## 같이 보기
- 닛신식품